# Ґрембоцин (Куявсько-Поморське воєводство)
Ґрембоцин (пол. Grębocin) — село в Польщі, у гміні Любич Торунського повіту Куявсько-Поморського воєводства.
Населення — 2588 осіб (2011).
У 1975-1998 роках село належало до Торунського воєводства.

## Демографія
Демографічна структура станом на 31 березня 2011 року:
|          | Загалом | Допрацездатний вік | Працездатний вік | Постпрацездатний вік |
| -------- | ------- | ------------------ | ---------------- | -------------------- |
| Чоловіки | 1275    | 312                | 871              | 92                   |
| Жінки    | 1313    | 291                | 827              | 195                  |
| Разом    | 2588    | 603                | 1698             | 287                  |